# المناخات
المناخات (بالتركية: iklimler) هو فيلم من نوع دراما أُصدر في 2006. الفيلم من توزيع Özen Film ‏، وهو من إخراج وسيناريو نورى بيلجى جيلان.
يصور الفيلم العلاقة المتدهورة بين زوجين عاملين من إسطنبول، عيسى وبهار، الذي يلعب دوره جيلان وزوجته إبرو جيلان. وكان هذا أول فيلم لجيلان تم تصويره بفيديو عالي الدقة. عنوان الفيلم مأخوذ من رواية أندريه موروا المناخات.

## القصة
تقع أحداث الفيلم في كاش (تركيا) وإسطنبول وأغري. ويبدأ الفيلم في عطلة الصيف، حيث بالكاد يتحدث الزوجان. يلتقط عيسى صوراً للآثار القديمة من أجل أطروحته غير المكتملة على الإطلاق لفصل الجامعة الذي يدرسه؛ تغفو بهار على الشاطئ وتحلم أنه يخنقها بالرمال. بعد التدرب على خطابه بينما كانت بهار تسبح، أخبرها عيسى أنه يريد الانفصال. أثناء عودتها إلى المدينة على دراجة نارية، قامت فجأة بتغطية عينيه بيديها، مما تسبب في اصطدام الدراجة، على الرغم من تجنب كلاهما لإصابة خطيرة. يذهب الزوجان في طريقهما المنفصل وتطلب بهار إليه ألا يتصل.

## طاقم التمثيل
- أوفوك بيرقدار
- إيبرو جيلان
- Arif Aşçı  [لغات أخرى]‏
- نازان كيسال
- نورى بيلجى جيلان

## وصلات خارجية
- المناخات على موقع IMDb (الإنجليزية)
- المناخات على موقع ميتاكريتيك (الإنجليزية)
- المناخات على موقع روتن توميتوز (الإنجليزية)
- المناخات على موقع نتفليكس (الإنجليزية)
- المناخات على موقع قاعدة بيانات الأفلام العربية
- المناخات على موقع ألو سيني (الفرنسية)
- المناخات على موقع Turner Classic Movies (الإنجليزية)
- المناخات على موقع أول موفي (الإنجليزية)
- المناخات على موقع بوكس أوفيس موجو (الإنجليزية)
- المناخات على موقع فيلمافينيتي (الإسبانية)